# Massacre de Bloody Gulch
O massacre de Bloody Gulch foi um crime de guerra ocorrido na Guerra da Coreia em 12 de agosto de 1950, em "Bloody Gulch", a oeste de Masan, Coreia do Sul. Após um ataque bem-sucedido a dois batalhões de artilharia dos Estados Unidos que matou ou feriu centenas de soldados americanos, o 13º Regimento do Exército Popular Coreano (KPA) da Coreia do Norte matou 75 prisioneiros de guerra do Exército dos Estados Unidos. Este foi um dos combates menores da Batalha do Perímetro de Pusan. Os 75 soldados americanos eram do 555º Batalhão de Artilharia de Campanha da 24ª Divisão de Infantaria e do 90º Batalhão de Artilharia de Campanha da 25ª Divisão de Infantaria.